# Лейк-Катрин (Флорида)
Лейк-Катрин (англ. Lake Kathryn) — переписна місцевість (CDP) в США, в окрузі Лейк штату Флорида. Населення — 990 осіб (2020).

## Географія
Лейк-Катрин розташований за координатами 29°0′25″ пн. ш. 81°28′57″ зх. д. / 29.00694° пн. ш. 81.48250° зх. д. (29.006937, -81.482414).  За даними Бюро перепису населення США в 2010 році переписна місцевість мала площу 7,40 км², з яких 7,21 км² — суходіл та 0,20 км² — водойми.

## Демографія
Згідно з переписом 2010 року, у переписній місцевості мешкало 920 осіб у 356 домогосподарствах у складі 236 родин. Густота населення становила 124 особи/км².  Було 452 помешкання (61/км²).
Расовий склад населення:
| - 96,2 % — білих - 1,0 % — корінних американців - 0,4 % — азіатів |

До двох чи більше рас належало 1,7 %. Частка іспаномовних становила 5,2 % від усіх жителів.
За віковим діапазоном населення розподілялося таким чином: 22,0 % — особи молодші 18 років, 63,3 % — особи у віці 18—64 років, 14,7 % — особи у віці 65 років та старші. Медіана віку мешканця становила 41,0 року. На 100 осіб жіночої статі у переписній місцевості припадало 106,7 чоловіків;  на 100 жінок у віці від 18 років та старших — 108,7 чоловіків також старших 18 років.
Середній дохід на одне домашнє господарство  становив 34 628 доларів США (медіана — 31 250), а середній дохід на одну сім'ю — 33 184 долари (медіана — 30 887). За межею бідності перебувало 23,7 % осіб, у тому числі 55,1 % дітей у віці до 18 років та 8,6 % осіб у віці 65 років та старших.
Цивільне працевлаштоване населення становило 230 осіб. Основні галузі зайнятості: освіта, охорона здоров'я та соціальна допомога — 23,5 %, виробництво — 22,2 %, публічна адміністрація — 13,0 %, оптова торгівля — 10,0 %.